# Own Risk and Solvency Assessment
 (juin 2014).
Au cœur de la réforme prudentielle Solvabilité II, l’ORSA (Own Risk and Solvency Assessment ou Évaluation interne des risques et de la solvabilité) se définit comme un ensemble de processus constituant un outil d’analyse décisionnelle et stratégique visant à évaluer, de manière continue et prospective, le besoin global de solvabilité lié au profil de risque spécifique de chaque organisme assureur concerné par l'application de cette norme.

## Contexte
Opérationnellement, l’ORSA s’inscrit dans un processus plus global d’Enterprise Risk Management (ERM). 
Il s’inscrit dans un schéma cyclique et itératif impliquant le conseil d’administration, la direction générale, l’audit interne, le contrôle interne ainsi que l'ensemble des collaborateurs de l’entreprise et vise à fournir une assurance raisonnable quant au respect de la stratégie de l’entreprise par rapport aux risques.
L’ORSA est défini de manière volontairement large par la réglementation afin d’inciter les organismes assureurs à s’interroger sur les contours d’un dispositif interne dédié au pilotage et à la gestion des risques. Il doit dans tous les cas être synthétique, aisé de mise à jour et respecter les principes de matérialité et de proportionnalité.